# Паркина, Татьяна Алексеевна
Татьяна Алексеевна Па́ркина (13 апреля 1952, Рига, Латвийская ССР, СССР — 6 мая 2020, Москва) — советская и российская актриса кино, театра телевидения и эстрады; певица.

## Биография
Татьяна Паркина родилась 13 апреля 1952 года в Риге. Росла без отца. Мать Агнесса Фёдоровна одна воспитывала дочь. 
С 1959 по 1963 годы по состоянию здоровья Татьяна Паркина училась в начальной общеобразовательной лесной санаторного типа школе в городе Цесис Латвийской ССР, затем, с 1963 по 1967 годы — в санаторно-лесной школе города Елгавы Латвийской ССР. В 1969 году окончила среднюю школу № 21 в Риге.
В 1972 году приехала в Москву и поступила во ВГИК на курс Сергея Герасимова и Тамары Макаровой, который успешно окончила в 1976 году. Была известна и как певица, выступая на эстрадной сцене. Из-за отсутствия московской прописки в Москве в 1970-е годы закрепиться не смогла и ей пришлось вернуться в Ригу. Работала в Рижском эстрадно-концертном объединении. В 1980 году вернулась в Москву, работала в Московском объединении музыкальных ансамблей. В 1982 году снялась в фильме «Не могу сказать „прощай“», благодаря чему стала известной. Обладая яркой внешностью и утончённой фигурой, с 1980-х годов Паркина постоянно выступала на сцене в разных эстрадных ансамблях. С 2000 по 2004 год снималась в телесериалах.
Скончалась 6 мая 2020 года от тяжёлого продолжительного заболевания.

## Фильмография
1. 1974 — Дочки-матери — повариха
2. 1975 — Горожане — пассажирка такси, жена молодого композитора
3. 1976 — Красное и чёрное — Элиза, горничная мадам де Реналь
4. 1977 — Мимино — стюардесса Тимофеева, напарница Ларисы (нет в титрах)
5. 1977 — «Посейдон» спешит на помощь — Тамара, врач «Кайры»
6. 1977 — Ты иногда вспоминай — жена главного героя, военного хирурга
7. 1980 — Дамы приглашают кавалеров — администратор гостиницы (нет в титрах)
8. 1982 — Не могу сказать «прощай» — Марта
9. 1984 — Аплодисменты, аплодисменты… — Ниночка, жена Макарова
10. 1986 — Капитан «Пилигрима» — Мэри Уэлдон, жена судовладельца
11. 1986 — Крик дельфина — Ника
12. 1988 — Счастливчик — эпизод
13. 1988 — Пилоты — Карин, шведка из «Красного Креста»
14. 2000 — Салон красоты — врач-гинеколог
15. 2000 — Зависть богов — ассистент режиссёра на ТВ
16. 2002 — Две судьбы — приятельница
17. 2003 — Жизнь одна — бабушка
18. 2004 — Против течения — мать (нет в титрах)